# Lizerne
La Lizerne est une rivière coulant dans le canton du Valais en Suisse, et un affluent direct en rive droite du Rhône.

## Géographie
La Lizerne prend sa source sur les pentes ouest de la Tita da Terra Naire (Tête Noire) (2 451 m) et de La Fava (2 612 m), dans les Alpes bernoises. 
Après avoir longé ce sommet, elle oblique vers l'ouest. À l'ouest du mont Gond (2 710 m), son cours est occupé par un barrage artificiel créant le lac de Godey (1 401 m). Après ce lac, les éboulements des Diablerets font directement tourner son cours vers le sud. Elle récupère la Derbonne sur sa rive droite et continue son cours vers le sud dans une profonde vallée très peu habitée. La Lizerne récupère encore en rive droite la Tine.
Entre Ardon et Vétroz, elle atteint la plaine du Rhône au niveau de la centrale hydroélectrique d'Ardon au lieu-dit Bollaire. Ici deux conduites forcées rejoignent la Lizerne. Depuis là son cours est canalisé pour atteindre le Rhône au pied de Nendaz.

### Sources
- Carte topographique, Swisstopo